# Hamblain-les-Prés
Hamblain-les-Prés is een gemeente in het Franse departement Pas-de-Calais (regio Hauts-de-France) en telt 484 inwoners (2005). De plaats maakt deel uit van het arrondissement Arras.

## Geografie
De oppervlakte van Hamblain-les-Prés bedraagt 4,9 km², de bevolkingsdichtheid is 98,8 inwoners per km².
De onderstaande kaart toont de ligging van Hamblain-les-Prés met de belangrijkste infrastructuur en aangrenzende gemeenten.

## Demografie
Onderstaande figuur toont het verloop van het inwonertal (bron: INSEE-tellingen).